# Klaus Ploghaus
Klaus Dieter Ploghaus (Gelnhausen, 31 gennaio 1956 – Hambühren, 11 gennaio 2022) è stato un martellista tedesco, medaglia di bronzo ai Giochi olimpici di Los Angeles 1984.

## Biografia
Ottenne il suo più importante successo ai Giochi olimpici di Los Angeles 1984, vincendo la medaglia di bronzo alle spalle del finlandese Juha Tiainen e del connazionale Karl-Hans Riehm.
Inoltre, ha concluso al 12º posto ai campionati europei del 1978, 8º ai campionati europei del 1982, 6º ai campionati mondiali del 1983 e 9º ai campionati europei del 1986. Ha vinto la medaglia d'oro alle Universiadi di Città del Messico 1979 e di Bucarest 1981.
Il suo primato personale è stato di 81,32 m, stabilito il 24 maggio 1986 a Paderborn.